# Vicente Aleixandre metróállomás
Vicente Aleixandre (korábban Metropolitano) metróállomás Spanyolország fővárosában, Madridban a madridi metró 6-os vonalán.
A metróállomást 2018. december 1-jén nevezték át, megkülönböztetésül a 7-es metró Estadio Metropolitano állomásától.

## Metróvonalak
Az állomást az alábbi metróvonalak érintik:
- 6-os metróvonal

## Kapcsolódó állomások
A metróállomáshoz az alábbi állomások vannak a legközelebb:
- Ciudad Universitaria (Laguna, belső hurok, 6-os metróvonal)
- Guzmán el Bueno (Laguna, külső hurok, 6-os metróvonal)